# Renzo Merlin
Renzo Merlin (Milano, 27 settembre 1923 – 5 novembre 2003) è stato un calciatore e allenatore di calcio italiano, di ruolo centrocampista o attaccante.

## Carriera
Ala, ha disputato cinque campionati di Serie A nelle file di Salernitana, Lucchese e Roma, con all'attivo 108 presenze e 31 reti in massima serie. Di particolare rilievo è l'annata 1947-1948 con la Salernitana, nella quale in soli 21 incontri di campionato va a segno in 10 occasioni (realizzando fra l'altro la rete del vantaggio iniziale sul Grande Torino nella sfida del Comunale di Salerno del 17 aprile 1948 poi vinta 4-1 dai piemontesi), risultando il capocannoniere dei campani, senza tuttavia riuscire ad evitare la retrocessione.
Ha inoltre collezionato 51 presenze e 14 reti in Serie B con le maglie di Taranto e Roma, ottenendo coi giallorossi il successo nel campionato cadetto 1951-1952. Per l'aspetto, dai connotati marcati, e per la somiglianza, venne soprannominato “Picchioni”, come il famigerato mostro di Nerola.

## Palmarès

### Giocatore

#### Competizioni nazionali
- Campionato italiano di Serie B: 1

Roma: 1951-1952
- Scudetto Dilettanti: 1

Siena: 1955-1956

### Allenatore

#### Competizioni nazionali
- Serie D: 2

Viterbese: 1969-1970
Cynthia: 1973-1974